# Josep Aragay i Blanchar

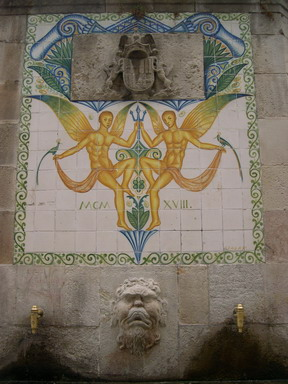
Font gòtica al carrer de Cucurulla de Barcelona, decorada el 1918 amb rajoles policromades de Josep Aragay

Josep Aragay i Blanchar   (Barcelona, 7 d'agost de 1889 - Breda, 15 de gener de 1973) fou un pintor, ceramista i teòric d'art català, deixeble de Francesc d'Assís Galí.

## Biografia
Va néixer al carrer del Carme de Barcelona, fill de Florenci Aragay i Vila, natural de Cànoves, i de Rosa Blanchar i Pi, natural de Breda.
El 1911, Eugeni d'Ors li encarregà la direcció artística de l'Almanac dels Noucentistes. Amb el pseudònim Jacob, col·laborà a diversos setmanaris humorístics catalans, com la primera etapa de la revista Papitu, o El Borinot.
El 1912, juntament amb Xavier Nogués i Francesc Pujols, fundà la revista Picarol, un dels màxims exponents de la il·lustració catalana a principis del segle xx. El 1914, realitzà un llarg viatge formatiu per Itàlia. L'any 1917 rebé l'encàrrec de fer els rajols per decorar la font gòtica del carrer de Cucurulla de Barcelona, al final del Portal de l'Àngel.
Fou professor de l'Escola Superior de Bells Oficis de la Mancomunitat de Catalunya. El 1925 s'instal·là definitivament a Breda, on fundà un taller ceràmic, activitat a la qual dedicaria la resta de la seua vida professional, encara que també cal destacar la seva tasca de dibuixant i il·lustrador. El Museu Deu del Vendrell mostra 21 dibuixos satírics d'aquest gran dibuixant català. La seva obra també es pot visitar al Museu Municipal Josep Aragay de Breda.
És autor de dos llibres teòrics: La pintura catalana contemporània, la seua herència i el seu llegat (1916) i El nacionalisme de l'art (1920).

## Obres destacades
- Vacances (al Museu Municipal Josep Aragay, Breda, la Selva)[5]